# Kanton Cayenne-Centre
Kanton Cayenne-Centre is een kanton van het Franse departement Frans-Guyana. Kanton Cayenne-Centre maakt deel uit van het arrondissement Cayenne en telt 6.640 inwoners (2007).
Het kanton Cayenne-Centre omvat slechts een deel van de gemeente Cayenne.